# 红色青年近卫队
红色青年近卫队（韓語：붉은청년근위대）是朝鲜针对十四岁以上十六岁以下公民设置的準軍事組織。1970年9月12日在金日成指导下成立。

## 历史
因青瓦台事件和1968年挟持普韋布洛號造成朝鲜内政紧张，故成立了该组织。当时，朝鲜各社会团体向金日成提议“建立卫队以保卫我党及金日成”的口号。1969年4月，金日成批准该决议，并下令建立红色青年近卫队。

## 组织
红色青年近卫队以学校为单位编成连级或营级，据了解，卫队成员约有100万人。每个学校单位编成连级或营级，所有学生皆为成员。学生每周六接受4小时的军训，每年合计军训时长为90小时，中学生在暑假期间进行7天的赤红青年近卫队营训并不定期参与紧急训练。指挥权和控制权过去可能由劳动党中央军委掌握，但后来移交给了民防部。战时则由国防省指挥和控制，动员训练时则由社会主义爱国青年同盟及内阁教育委员会行使指挥权。